# Jihočeský seniorát
Jihočeský seniorát je seniorát Českobratrské církve evangelické, zahrnuje evangelické sbory v jižních Čechách.
V jeho čele stojí senior David Nečil a seniorátní kurátorka Jan Růžička a jejich náměstci Ludmila Michalová Mikšíková a Michal Procházka. 
Rozloha seniorátu je 10 332 km², zahrnuje 7 sborů, které mají dohromady 1591 členů (údaj k 31. 12. 2022).

## Přehled seniorů Jihočeského seniorátu
- 1922–1929 Jan Václavík
- 1929–1940 Jan Toul
- 1940–1952 Bohumil Skalák
- 1953–1964 Miroslav Růžička
- 1965–1970 Lubomír Miřejovský
- 1971–1978 Karel Palásek
- 1978–1990 Cyril Horák
- 1990–2004 Ondřej Soběslavský
- 2005- 2016 David Balcar
- od 2017 David Nečil